# Гіпотеза Піллаї
Гіпотеза Піллаї — теоретико-числова гіпотеза, згідно з якою за заданих натуральних чисел {\displaystyle A,B,C} рівняння:
{\displaystyle Ax^{m}-By^{n}=C}
має лише скінченне число розв'язків {\displaystyle (x,y,m,n)} у натуральних числах при {\displaystyle (m,n)\neq (2,2)}.
Іншими словами, будь-яке натуральне число {\displaystyle C} можна подати лише скінченною кількістю різниць досконалих степенів.
Сформулював 1931 року Суббайя Піллаї як узагальнення гіпотези Каталана; попри те, що гіпотезу Каталана 2002 року довів Преда Михейлеску, гіпотеза Піллаї, станом 2021 рік, залишається нерозв'язаною проблемою.